# Des Soldat
Des Soldat es un cultivar de higuera de tipo higo común Ficus carica, unífera (con una sola cosecha por temporada, los higos de otoño), con higos de epidermis con color de fondo verde oscuro con sobre color verde blanquecino. Se cultiva en la colección de higueras de Montserrat Pons i Boscana en Llucmajor, Islas Baleares.

## Sinonimia
- “sin sinónimo”,[4][6][7]

## Historia
Actualmente la cultiva en su colección de higueras baleares Montserrat Pons i Boscana, rescatada de un ejemplar o higuera madre cultivada y ubicada en el predio "son Cós" en el término de Marrachí todavía en buen estado. El esqueje fue suministrado por Antoni Cañellas i Dumas ("es Marqués") gran entendido de las higueras en aquellos alrededores.
La variedad 'Des Soldat' (Soldat:Soldado, en catalán) esta variedad es desconocida y poco cultivada en las Islas Baleares. Prácticamente solo se conoce en el lugar donde está cultivado. En un principio Montserrat Pons creía que podría tener relación con la variedad 'Matasoldats', pero definitivamente no tiene nada que ver, dado que esta última es una variedad negra.

## Características
La higuera 'Des Soldat' es una variedad unífera de tipo higo común. Árbol de vigorosidad elevada, copa altiva y espesa de follaje, y de ramaje compacto muy estirado, con un buen crecimiento anual de brotes. Sus hojas son de 3 lóbulos en su mayoría (70-80%), y de 1 lóbulo (20-30%). Sus hojas con dientes presentes márgenes serrados, con ángulo peciolar entre recto y agudo. 'Des Soldat' tiene un desprendimiento medio de higos, con un rendimiento productivo mediano y periodo de cosecha medio. La yema apical cónica de color verde amarillento.
Los frutos de la higuera 'Des Soldat' son higos de un tamaño de longitud x anchura:38 x 42mm, con forma piriforme, que presentan unos frutos medianos, simétricos en la forma, uniformes en las dimensiones, de unos 26,430 gramos en promedio, cuya epidermis es de un grosor mediano, de consistencia mediana y áspera al tacto, color de fondo verde oscuro con sobre color verde blanquecino. Ostiolo de 0 a 2 mm con escamas pequeñas blanquecinas. Pedúnculo de 2 a 4 mm cilíndrico marrón oscuro. Grietas casi ausentes. Costillas poco marcadas. Con un ºBrix (grado de azúcar) de 16 de sabor aguazoso pero jugoso, con color de la pulpa anaranjada. Con cavidad interna grande, con aquenios pequeños y pocos. Los frutos maduran con un inicio de maduración de los higos sobre el 18 de agosto al 24 de septiembre. Cosecha con rendimiento productivo mediano y periodo de cosecha medio.
Se usa en fresco, y en seco. Mediana abscisión del pedúnculo y buena facilidad de pelado. Buena resistencia a las lluvias y muy alta la apertura del ostiolo. Poca resistencia al transporte, y mediana susceptibilidad al desprendimiento.

## Cultivo
'Des Soldat', se utiliza en fresco y en seco. Se está tratando de recuperar de ejemplares cultivados en la colección de higueras baleares de Montserrat Pons i Boscana en Llucmajor.